# Barnasjön (Torskinge socken, Småland)
Barnasjön är en sjö i Värnamo kommun i Småland och ingår i Lagans huvudavrinningsområde. Sjön är 3,6 meter djup, har en yta på 0,154 kvadratkilometer och är belägen 153 meter över havet.

## Delavrinningsområde
Barnasjön ingår i det delavrinningsområde (633514-138058) som SMHI kallar för Utloppet av Rannäsa Sjö. Avrinningsområdets medelhöjd är 160 meter över havet och ytan är 13,83 kvadratkilometer. Det finns inga delavrinningsområden uppströms utan avrinningsområdet är högsta punkten. Rannäsaån som avvattnar avrinningsområdet har biflödesordning 4, vilket innebär att vattnet flödar genom totalt 4 vattendrag innan det når havet efter 165 kilometer. Delavrinningsområdet består mestadels av skog (50 procent) och sankmarker (26 procent). Avrinningsområdet har 1,52 kvadratkilometer vattenytor vilket ger det en sjöprocent på 11 procent.